# Samuel de Sorbière
Samuel de Sorbiére (* 1617 in der Languedoc; † 1670) war ein französischer Gelehrter, Übersetzer und Arzt.

## Leben

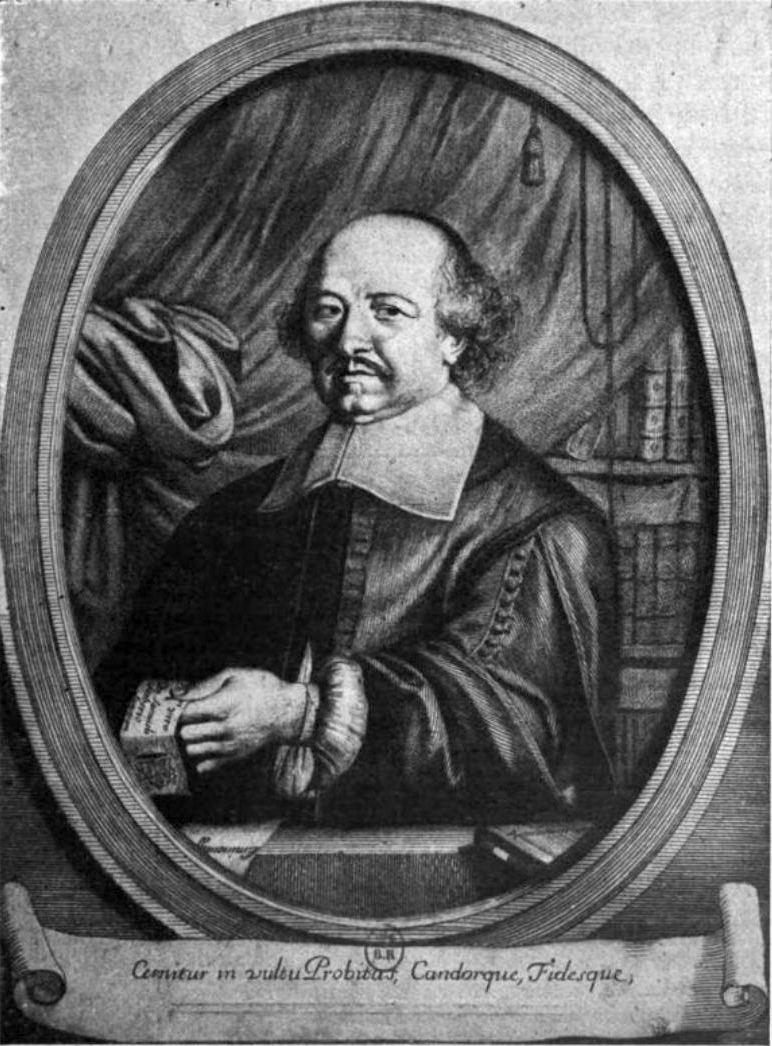
Samuel de Sorbière

Sorbière stammte aus einer prominenten protestantischen Familie, studierte Medizin und war ab 1641 in Paris, wo er in Kontakt mit Pierre Gassendi und Marin Mersenne kam und René Descartes und 1645 Thomas Hobbes (im Englischen Bürgerkrieg im Exil in Paris und dort Tutor des exilierten Karl II.) traf. Er ließ sich dann in den Niederlanden nieder, wo er 1643 eine französische Übersetzung der Utopia von Thomas Morus veröffentlichte und für die Veröffentlichung der Werke von Hobbes sorgte. Er übersetzte dessen De Cive (1649) und De Corpore Politico auch ins Französische. Den Anstoß dafür, dass er für die Publikation der Werke Hobbes sorgte (er drängte Hobbes auch auf Veröffentlichung von dessen Naturphilosophie) kam von Mersenne. 1654 war er wieder in Paris, wo er zum Katholizismus übertrat (mehr aus politischen und ökonomischen Gründen als aus Überzeugung, wie der Arzt Guy Patin schrieb), was ihm eine staatliche Pension verschaffte. Sorbière gewann die Gunst von Kardinal Jules Mazarin und wurde Hof-Historiograph. Er war mit der Akademie von Henri Louis Habert de Montmor in Paris verbunden, deren Gründungsmitglied und Sekretär (ab 1658) er war und deren Statuten er schrieb, und trug zu Montmort´s Veröffentlichung der Schriften von Gassendi (Lyon 1658) dessen Biographie bei. Bei einem Besuch 1663/64 in England wurde er Mitglied der Royal Society. Er spielte eine Rolle bei der Gründung der Académie des sciences 1666.
Er war von streitbarer Natur und seine negativen Kommentare über seinen England Besuch 1664 forderten den Sprecher der Royal Society Thomas Sprat 1665 zu einer Antwort heraus. Die Kontroverse wuchs sich auch zu politischen Dimensionen aus: Sorbiére wurde vorübergehend aus Paris verbannt.
In seinem Buch über die England Reise nahm er Partei für Hobbes, der nicht gut mit den Mitgliedern der Royal Society wie John Wallis stand, der Hobbes Versuch der Quadratur des Kreises auseinandergenommen hatte. Wallis hatte Sorbière in Oxford freundlich empfangen und fand sich als Entgelt dafür in dem Buch von Sorbière lächerlich gemacht. Wallis wäre zwar ein guter Mathematiker, sein Verhalten gegen Hobbes zeige ihn aber nicht als Gentleman, sondern als Pedanten, ein Aufenthalt in London könne nicht nur seinen Mundgeruch kurieren, sondern ihm höfische Manieren beibringen. Schlimmer noch war Sorbières Darstellung des britischen Premiers Edward Hyde, 1. Earl of Clarendon, dem er zwar juristische Kenntnisse zusprach, ihn aber ansonsten wenig gebildet fand. Weitere Spitzen richteten sich gegen die englischen Sitten und die englische Kultur (und Esskultur). Der dänische Botschafter in Paris fühlte sich auch in dem Buch beleidigt und hinterbrachte die Beleidigung von Clarendon dem französischen Außenministers de Lionne, der Sorbière vorübergehend in die Bretagne verbannte (England war damals Verbündeter Frankreichs gegen die Niederlande). Fürsprecher, die er unter anderem über Hobbes in England suchte, führten zwar bald zur Aufhebung dieser Maßnahme (anscheinend setzte sich auch Karl II. für ein Ende der Affäre ein), sein Buch erwies sich aber als seiner weiteren Karriere abträglich.
In seiner Antwort auf das Buch setzte Sprat auseinander, es hätte die Royal Society als in Lager zerstrittene und Autoritäten (wie der von Descartes) hörige Gesellschaft, die sich in zeremoniellen Förmlichkeiten erging, völlig missverstanden. Auch der Angriff auf Clarendon, dessen Patronage die Royal Society wünschte, wurde von Sprat zurückgewiesen.
Die Empörung war aber nicht bei allen Mitgliedern der Royal Society gleich stark, denn sie votierten mit einer Stimmenzahl von 14 zu 8 gegen den Ausschluss von Sorbière.
Heute noch zitiert wird sein Rat an einen jungen Mediziner (1672) – es wäre zwar ehrenhaft ärztliche Fehler zuzugeben, aber der eigenen Praxis abhold.

## Schriften
- Lettres et discours de M. de Sorbière, sur diverses matières curieuses, Paris 1660
- Relation d’un voyage en Angleterre, Paris 1664
  - Englische Übersetzung 1709: A Voyage to England: containing many things relating to the state